# Szent Anna temető (Esztergom)
Az esztergomi Szent Anna temető vagy közismert nevén a Csalamádé temető egykor a szegényebb réteg temetője volt, jelenleg közpark a város déli részén, ahol polgári és katonai sírok is találhatók.

## Története
A temetőben vízvezeték és ravatalozóhelyiség sohasem volt.
1912-ben a lakosság sürgette a bekerítését, mert a vasútállomásra vezető, sáros, mélyen fekvő útról letérő a szekerek új utat kezdtek kijárni a sírok mellett, ezáltal nemcsak a sírokat tették tönkre, de a szerény fakereszteket is eltördelték az új temetőben. Mátéffy Viktor plébánostól a panaszos újságcikkekre érkezett válasz az volt, hogy a kerítés megépültéig földhányásokkal, árkokkal védik meg a temetőt.
Az 1910-es, 1920-as években a helyi újságok rendszeresen megemlítik, hogy olyan elhanyagolt, „amilyet még a legkisebb faluba sem látni”. Gyakran ökör- és libalegelőnek, vagy futballpályának használták, a sírokra ültetett virágokat pedig kecskék lelegelték. A húszas években a sírokat nem kímélve tehenek, ökrök, borjúk disznók, kecskék legeltetésére használták a "külső" temetőt.
1929-ben 1500 pengőt tettek félre a temető kerítésére, ami minden bizonnyal elkészült, ugyanis 1935-ben már arról cikkezett a helyi sajtó, hogy a temető kapuját feltörték, és kocsival ismét keresztül hajtottak rajta. 1934 decemberében kezdődött meg a fásítás. Az addig elhanyagolt temetőt háromszáz gesztenyefa-csemete ligetszerű elültetésével kívánták rendezni. 1943-ban a város eldöntötte, hogy a Szent Anna temetőt kibővítik. 1945 és 1988 között 132 német katona nyugodt a temetőben, amikoris a Belvárosi temetőbe, onnan 2005-ben a Budaörsi Katonai Temető és Emlékparkba szállították őket.
A temető felszámolására több kísérlet is történt, ezért sok halottat exhumáltak, és a város más temetőibe helyeztek át.

## Emlékművek

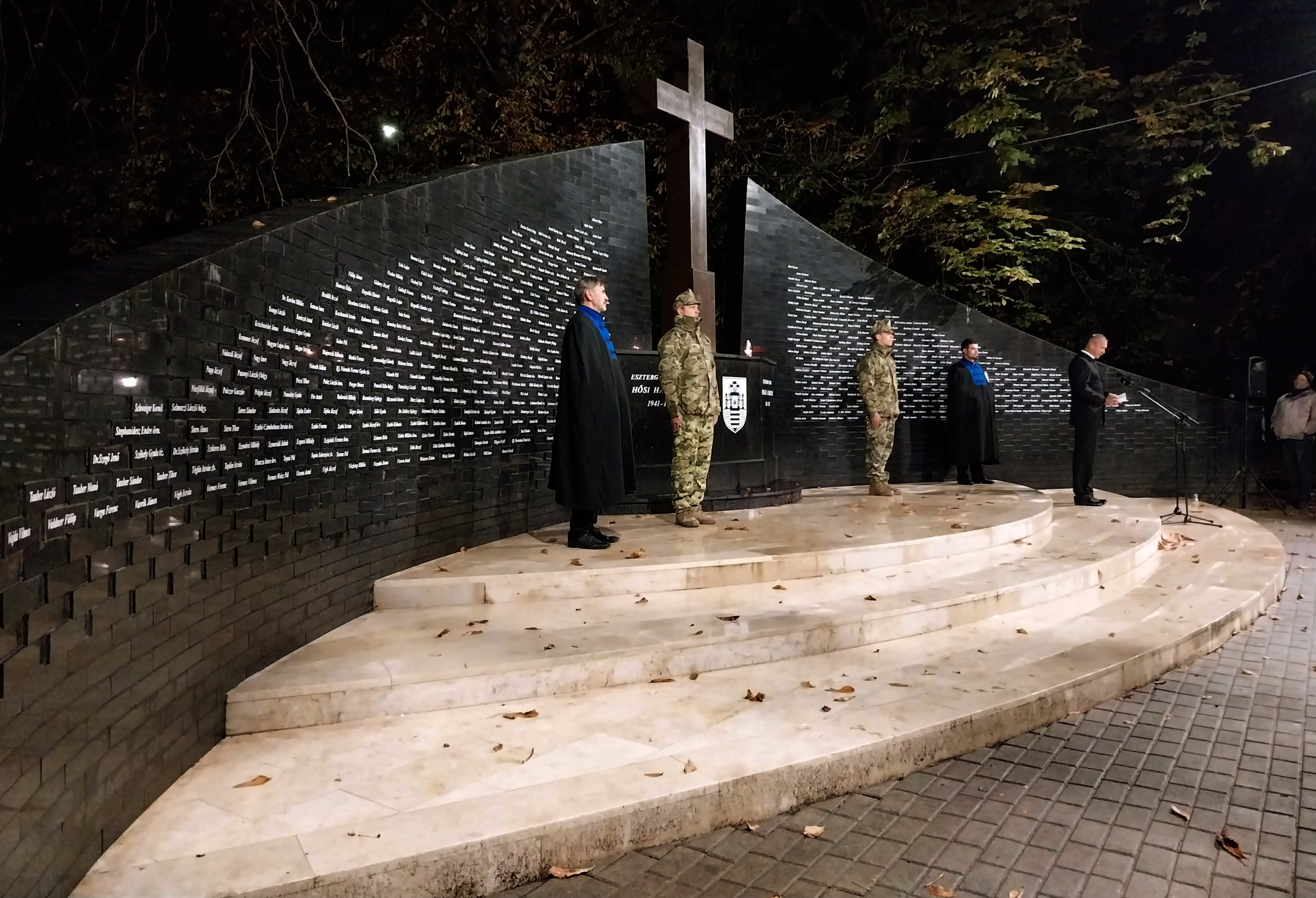
A második világháborús emlékmű avatása, 2023. november 11.

- A szovjet katonai emlékmű 1946-ban készült el, feújítására 2016-ban került sor. Az emlékmű burkolata fekete gránit a katonák neveivel, születési-halálozási dátumokkal. A felújítás előtt az obeliszket vörös csillag díszítette. Körben a tisztek nyughelyei sorakoznak.
- 2. világháborús német katonai emlékmű: Az Önkormányzat és az Esztergomi Német Nemzetiségi Önkormányzat által állított emlékmű kétnyelvű felirata: 132 német katona sírhelye 1945-1988 között / Die Grabstätte von 132 deutchen Soldaten zwischen 1945–1988.
- A második világháború katonai és polgári áldozatainak emlékműve 2019-ben készült el, felavatására 2023. november 11-én került sor. A Borosházi Tamás által tervezett fekete gránit borítású emlékmű egyik oldalán a polgári áldozatok nevei olvashatók, a másik oldalán az elesett esztergomi katonáké. Az emlékmű két hatalmas ölelő kart szimbolizál, közepén egy posztamensre helyezett kereszttel. Elkészültéig nem volt összvárosi emlékmű a második világháború áldozatainak, csupán Szentgyörgymezőn, a plébániatemplom mellett a városrész áldozatainak névsora.
- A 2017-ben elkészült első világháborús emlékmű
- Béke angyala szobor, ami magyar és orosz nyelvű felirata szerint az esztergomi első világháborús hadifogolytábor 3500  olasz, orosz, román és szerb áldozatára emlékezik. A szobrot 2017-ben avatták fel. Az orosz Vlagyimir Szurovcev alkotása, mely az oroszországi Békeszerzők és Béke Alapítvány adománya volt Esztergomnak.[7] Az ember nagyságú angyal szobor egyik kezében egy  koszorút, másikban egy pálmaágat tart.

## Galéria

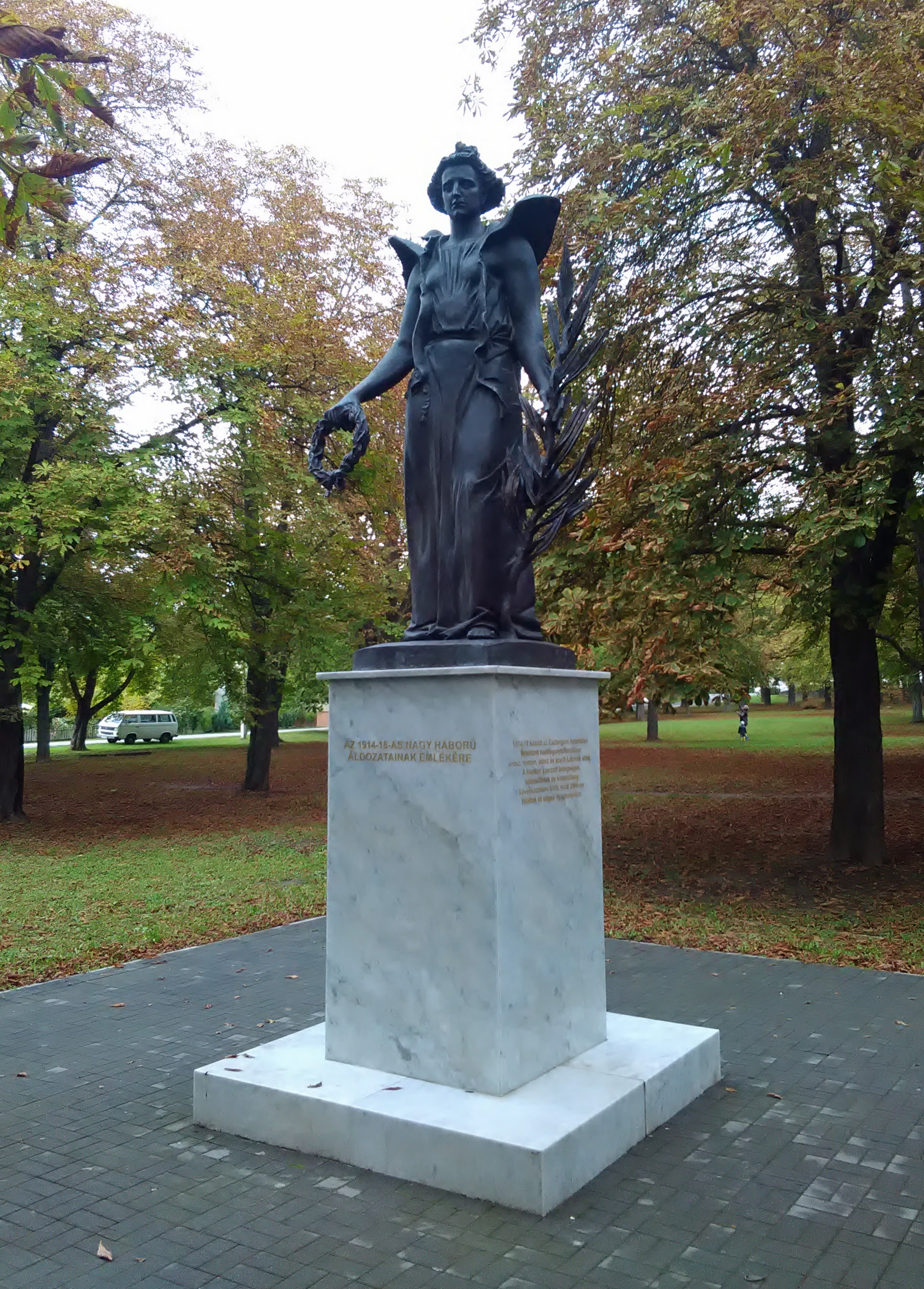
A Béke angyala
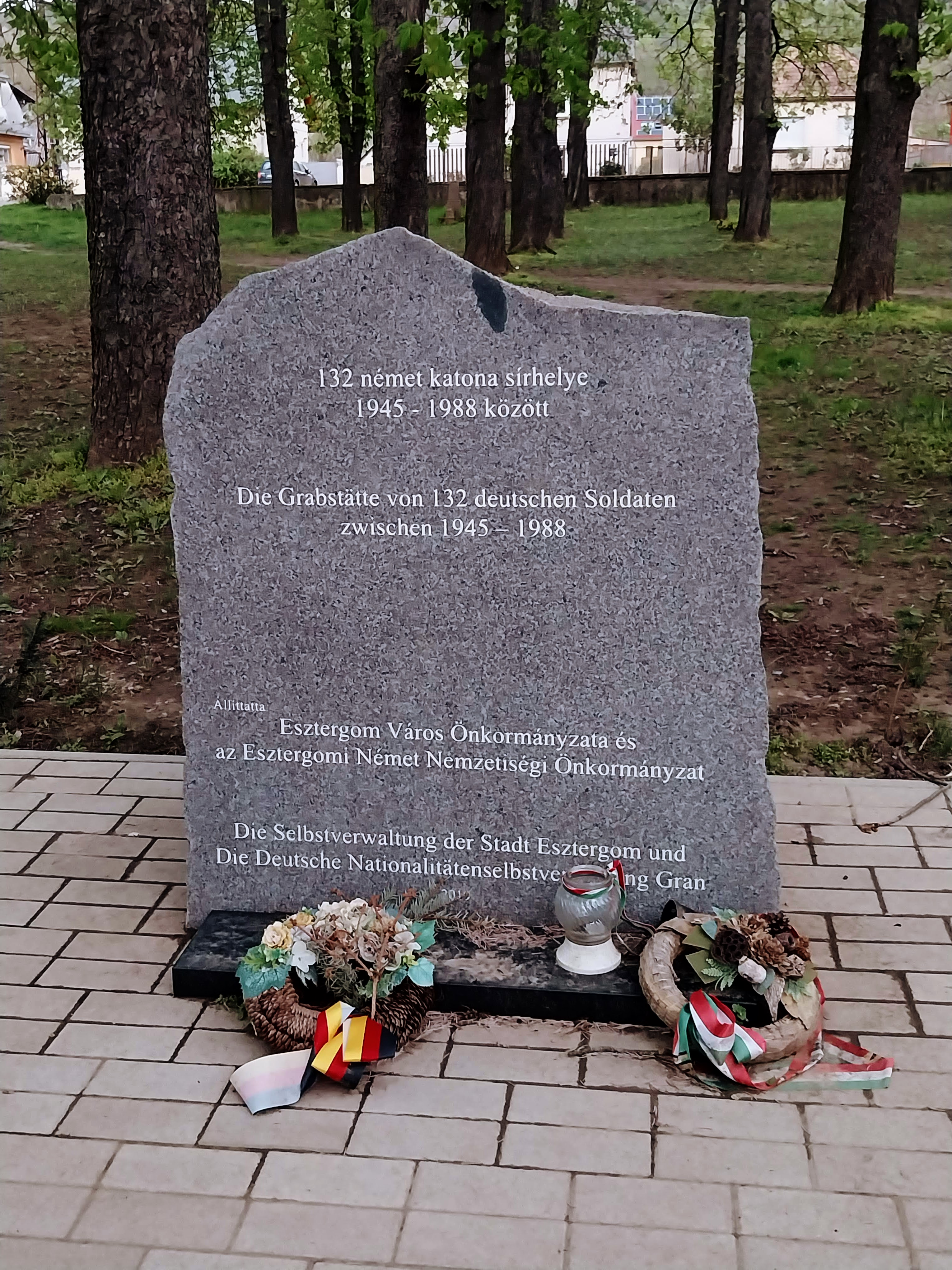
A második világháborúban elesett német katonák emlékműve
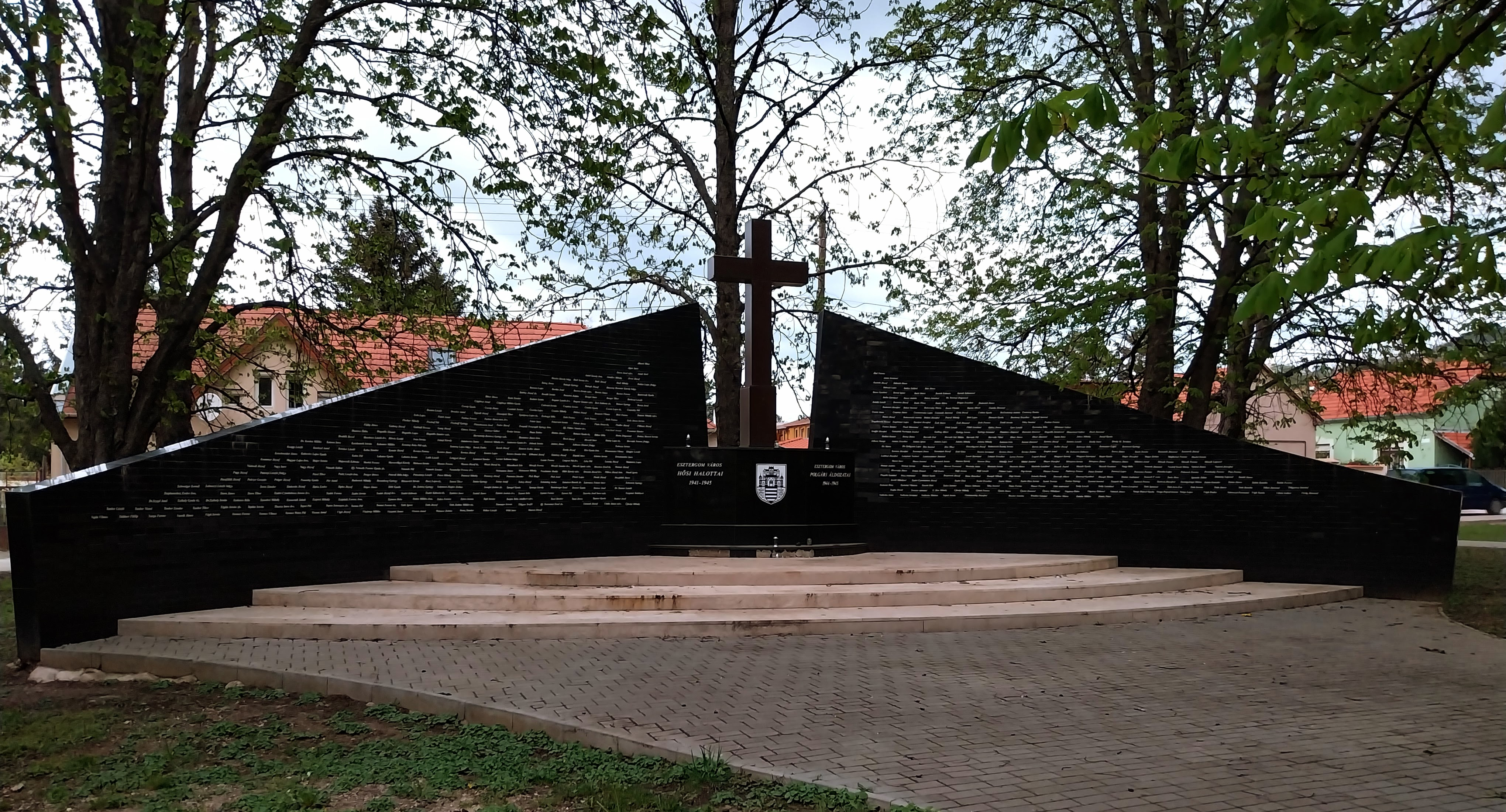
Második világháborús emlékmű
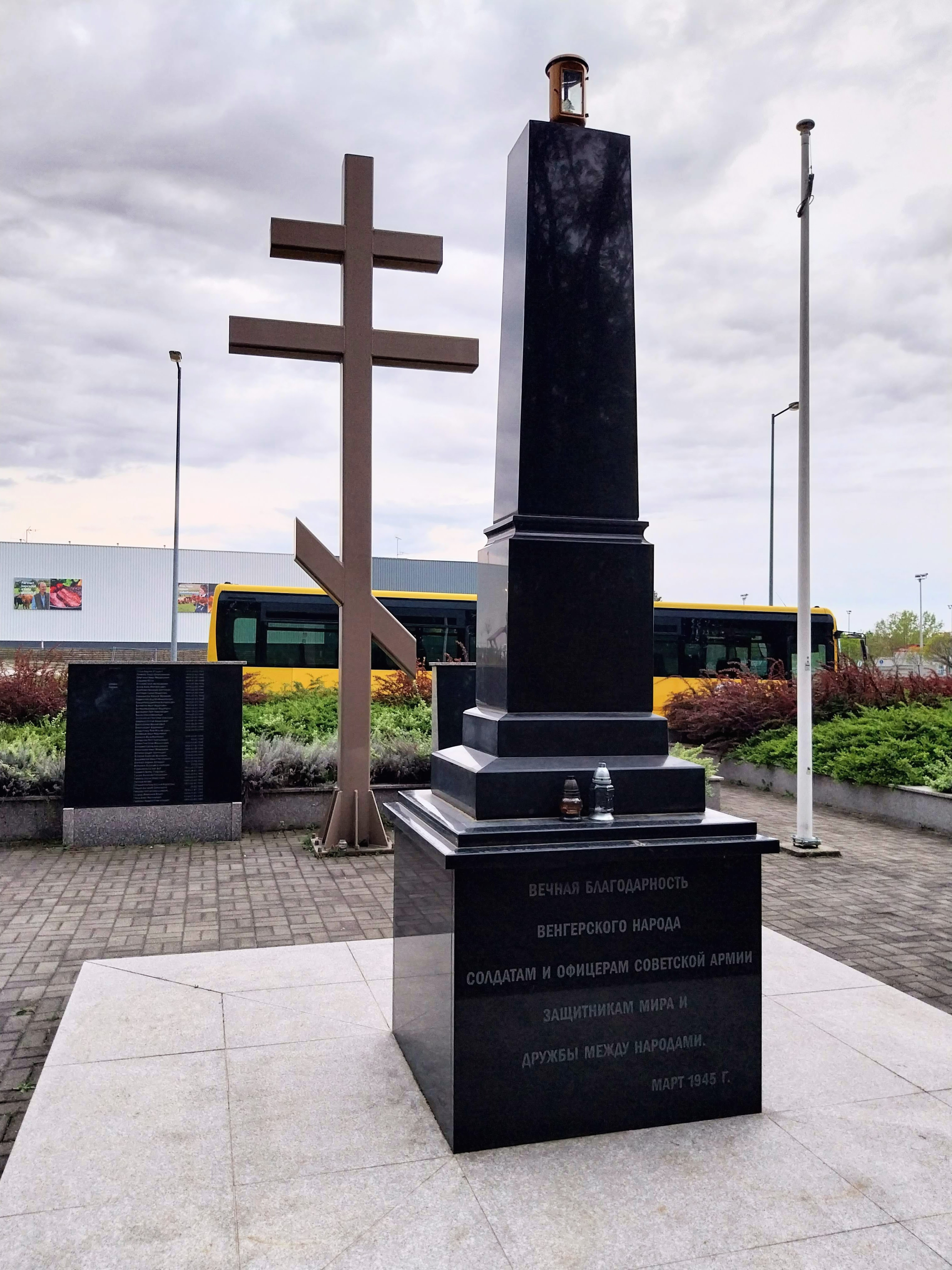
A 2016-ban felújított Vörös Hadsereg emlékmű
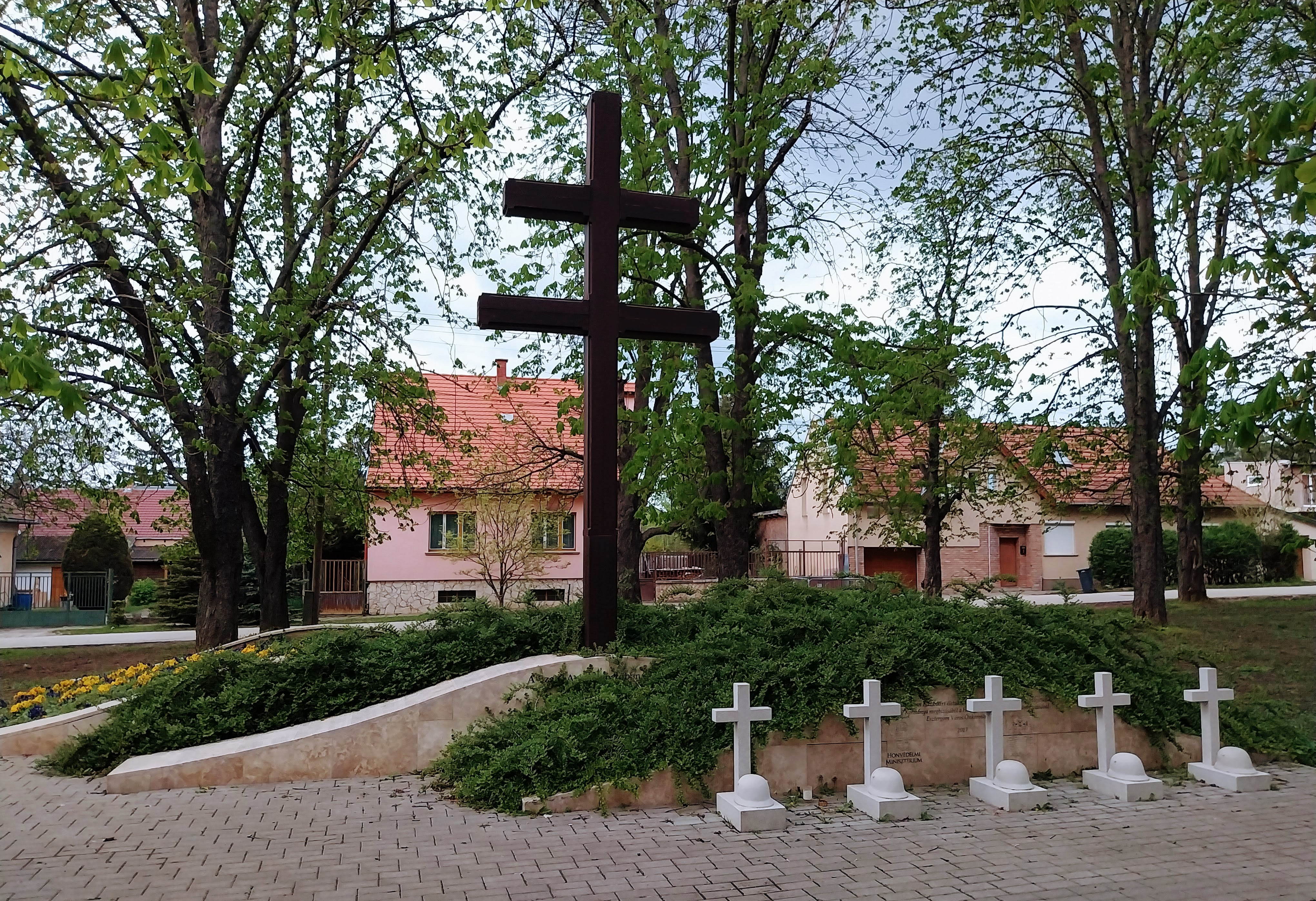
Első világháborús emlékmű
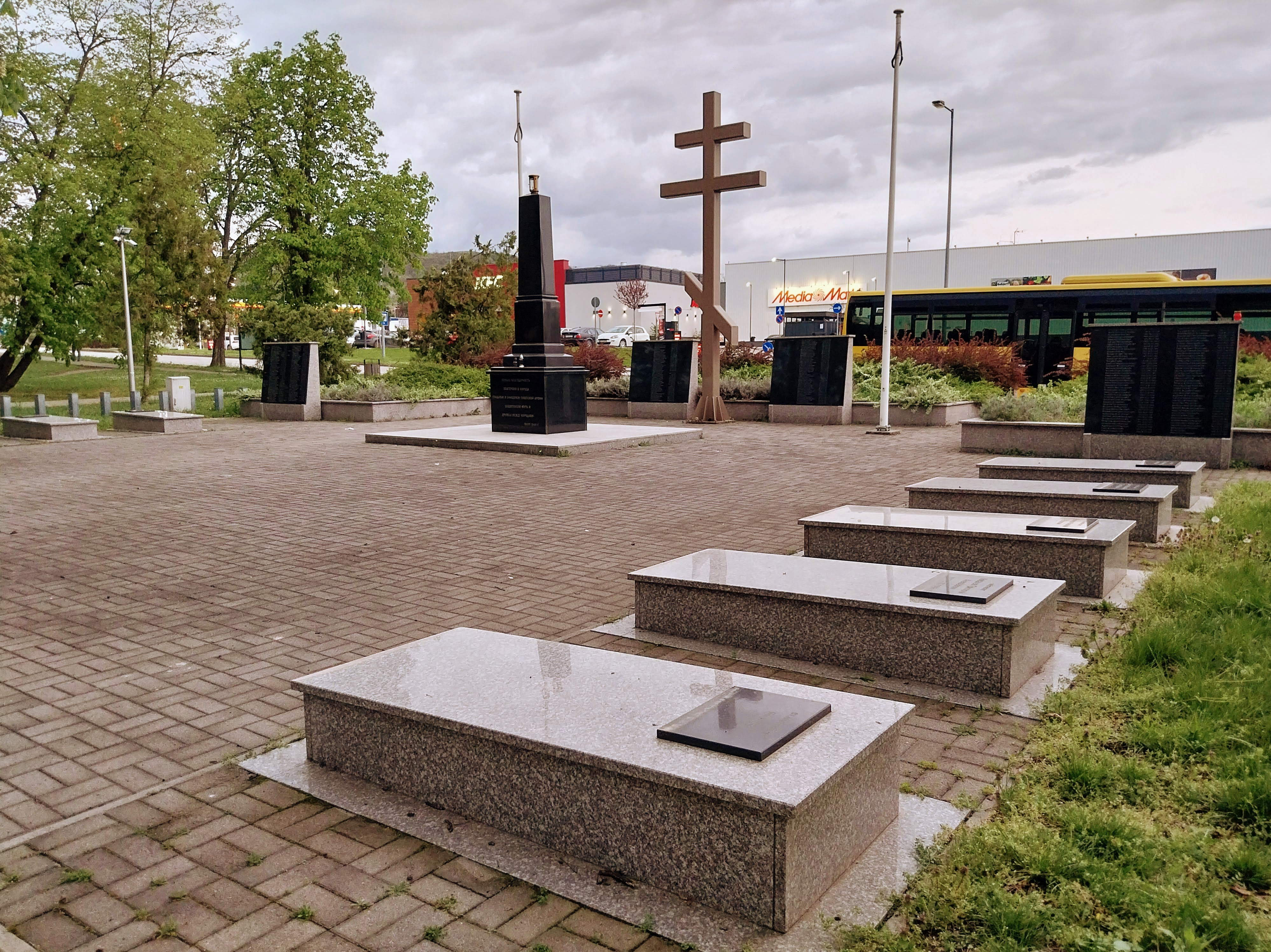
Szovjet tisztek nyughelyei